# Flottiljförvaltare
Flottiljförvaltare (förkortning: fljförv) är den högsta specialistofficersgraden inom svenska flottan och flygvapnet. Graden infördes 1 januari 2009 och placeras under OR-9 (NATO-nivån "Other Ranks").
Motsvarigheten i armén och amfibiekåren är regementsförvaltare.

## Flottiljförvaltare
Graden infördes den 1 januari 2009 som den högsta specialistofficersgraden i flottan och flygvapnet, över förvaltare. Tjänsteställningsmässigt är graden placerad mellan örlogskapten och kommendörkapten i flottan och mellan major och överstelöjtnant i flygvapnet.
Flottiljförvaltare översätts i flygvapnet till Chief Master Sergeant på engelska. I flottan översätts flottiljförvaltare till ”Master Chief Petty Officer”.

### Gradbeteckning
I flottan och flygvapnet används fyra stycken 8 mm guldgaloner, i flottan under ett ankare och i flygvapnet mellan ett flygemblem och en stjärnknapp.

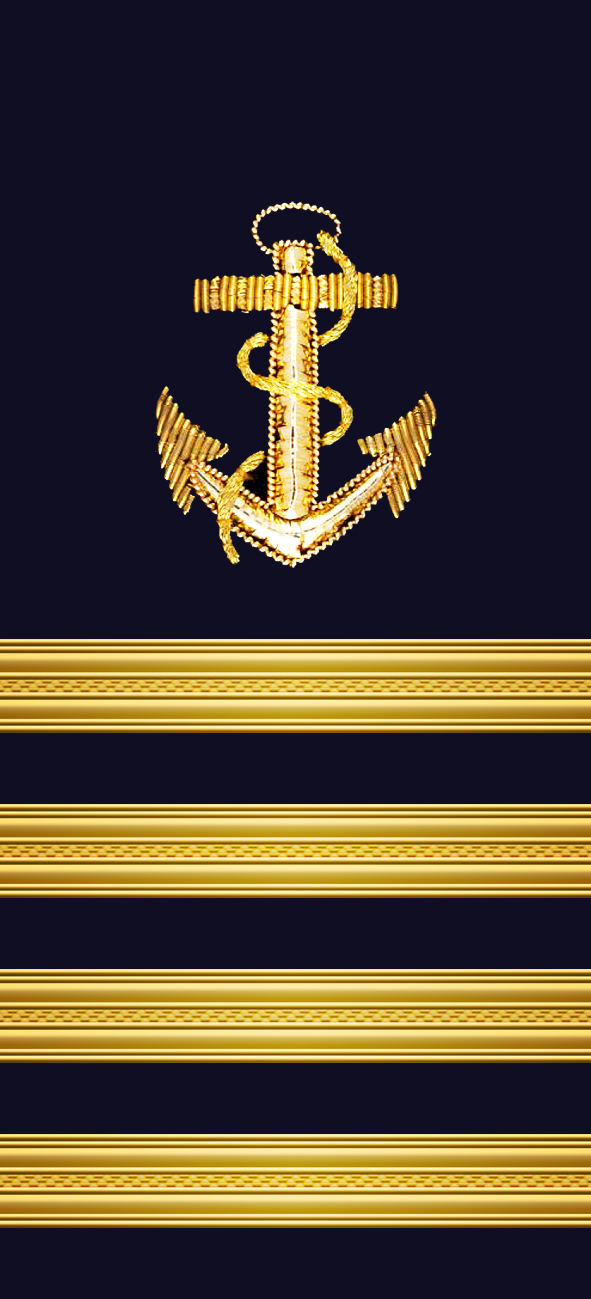
Flottan (uniform m/48)
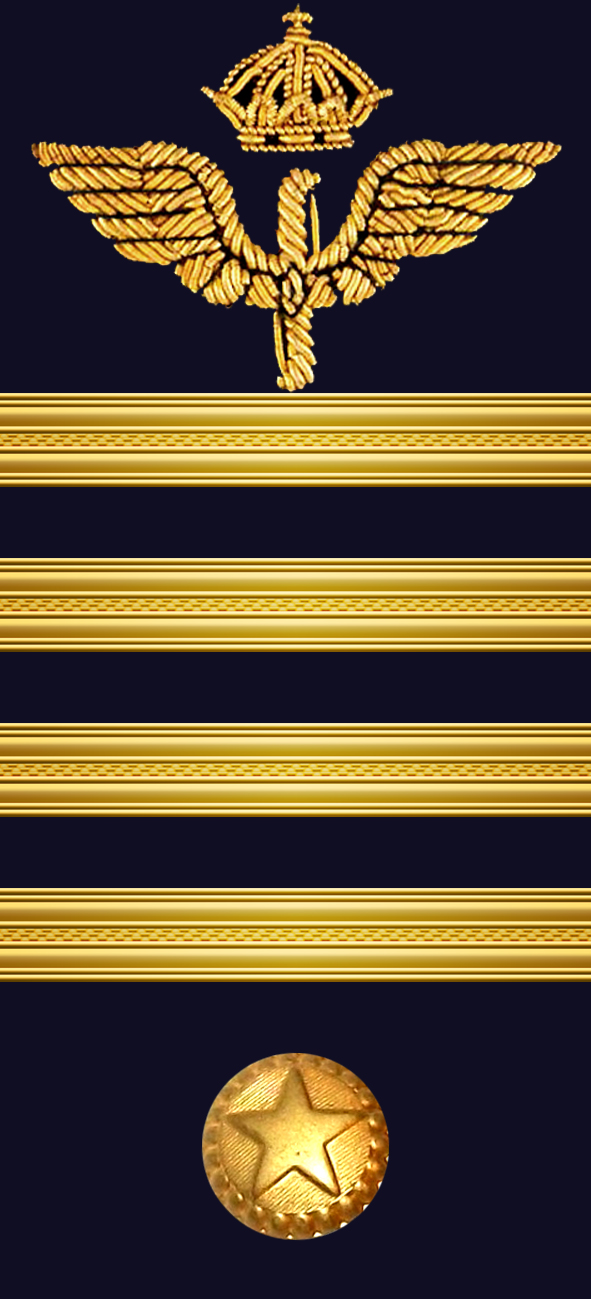
Flygvapnet (uniform m/87)

### Gradbeteckning på ärm
I flottan bärs gradbeteckning på ärm på innerkavaj m/48 och mässdräkt. I flygvapnet bärs gradbeteckning på ärm endast på mässdräkten.

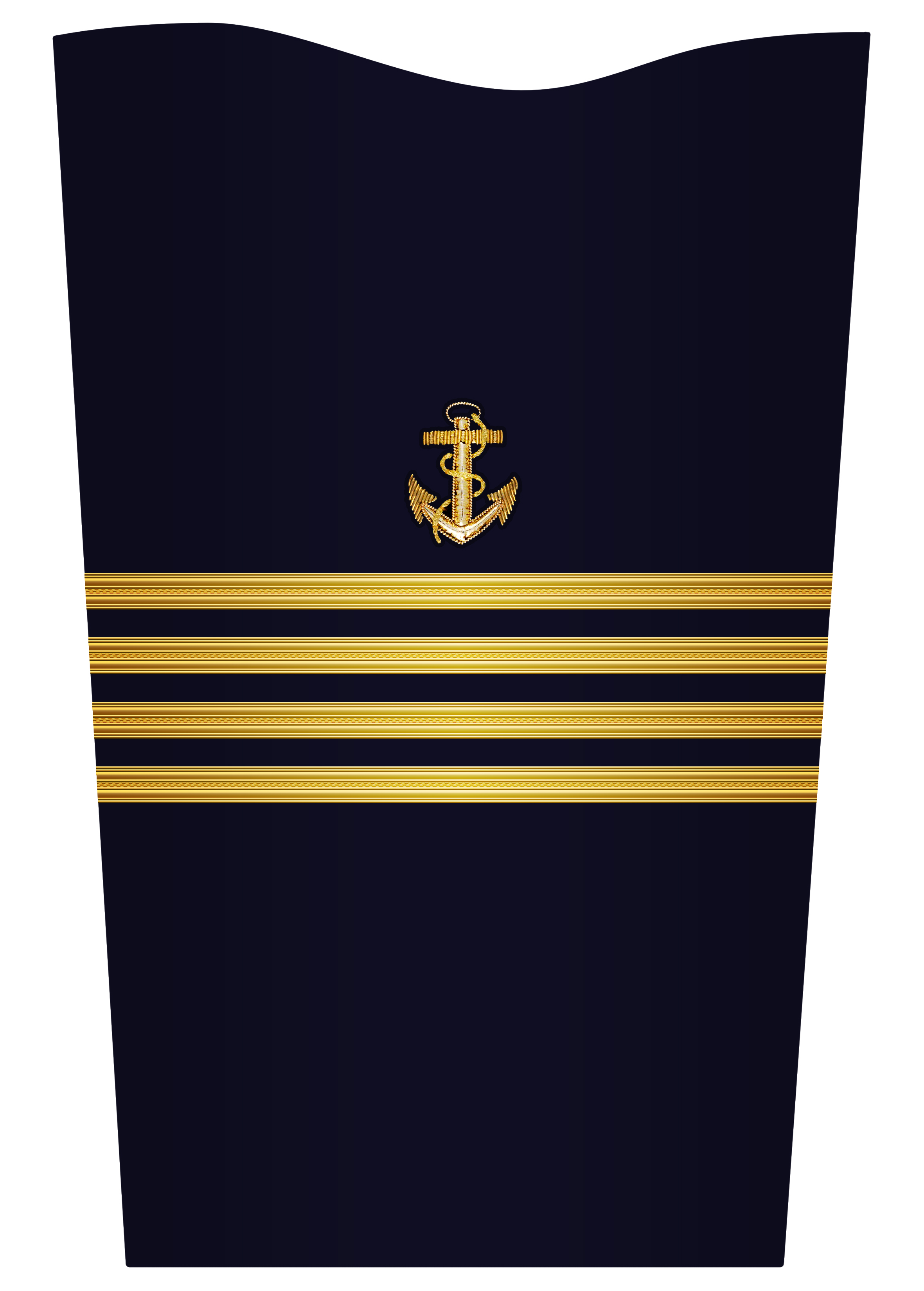
Flottan (innerkavaj m/48, mässdräkt)
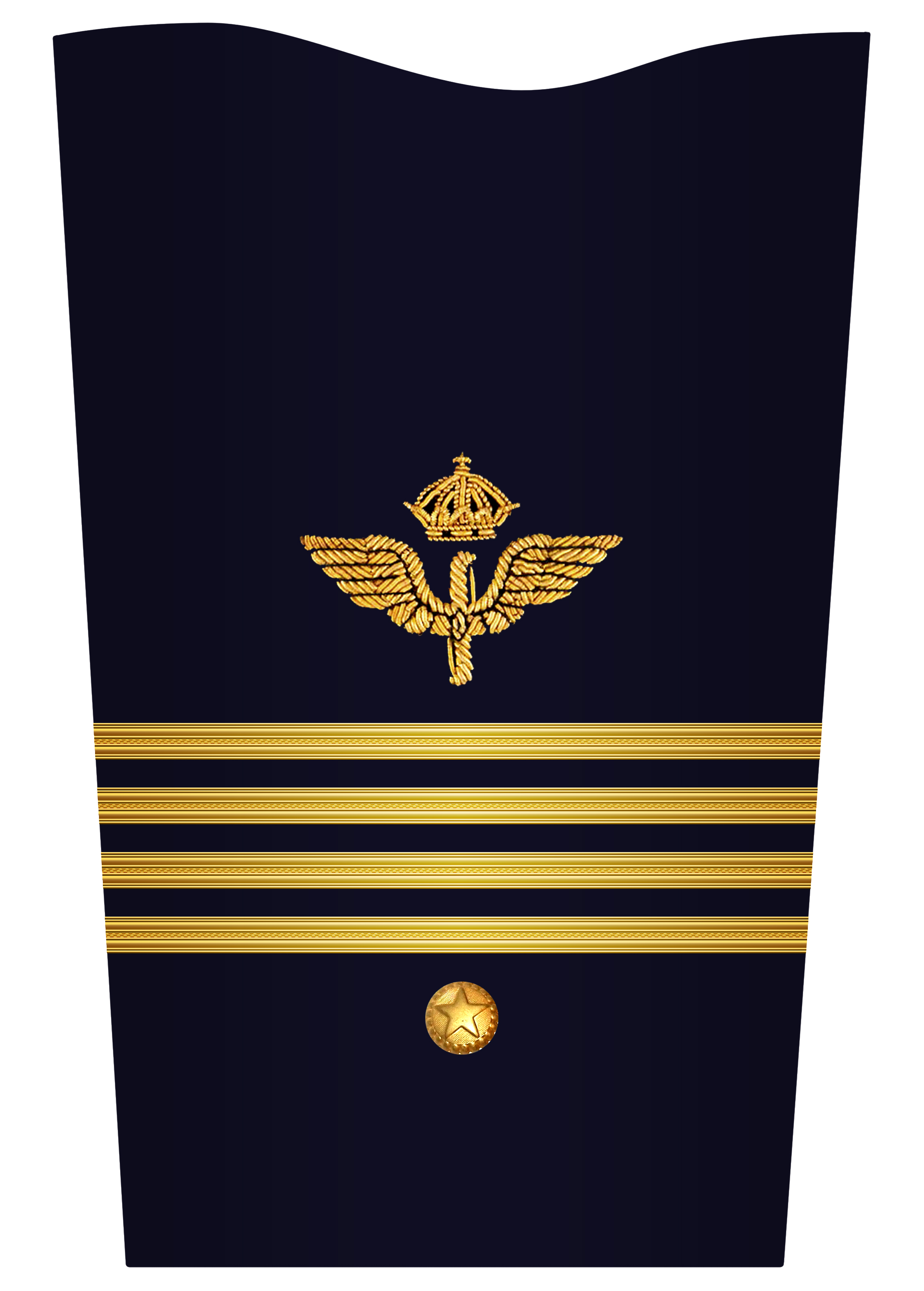
Flygvapnet (mässdräkt)

### Gradbeteckning på huvudbonad
Mössmärke för specialistofficer bärs av flottiljförvaltare i flottan.

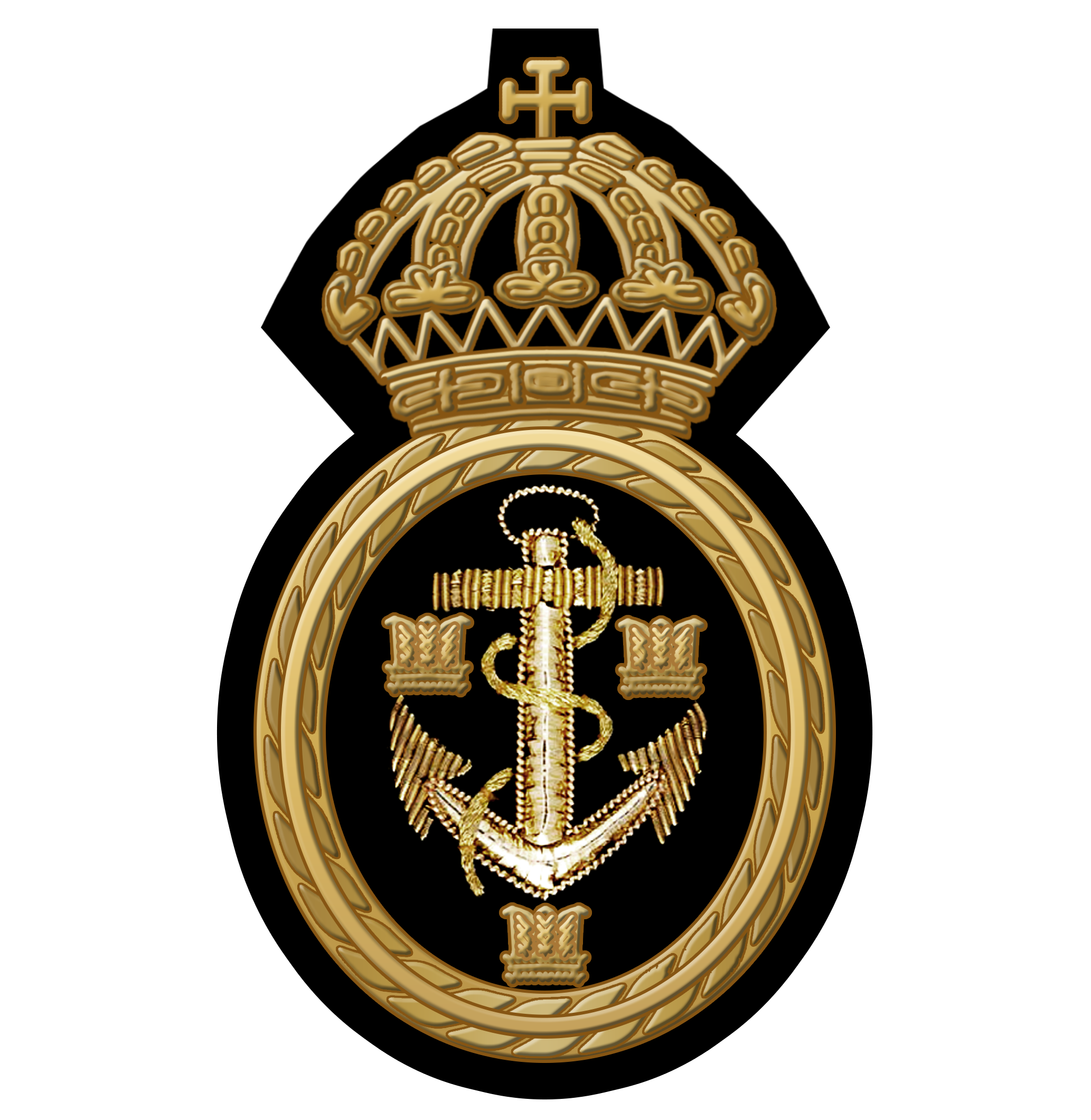
Flottan (skärmmössa m/78, båtmössa m/48)

## Internationella jämförelser
Graden är inplacerad i NATO-nivån OR-9, vilket motsvarar följande grader nedan i olika länders försvarsmakter.
| OR-9 | Land/Försvarsmakt    | Grad                       | Gradbeteckning |
| ---- | -------------------- | -------------------------- | -------------- |
|      | USA:s flotta         | Master Chief Petty Officer |                |
|      | Brittiska flottan    | Warrant Officer Class 1    |                |
|      | Tysklands flotta     | Stabsoberbootsmann         |                |
|      | Frankrikes flotta    | Major                      |                |
|      | USA:s flygvapen      | Chief Master Sergeant      |                |
|      | Brittiska flygvapnet | Warrant Officer            |                |
|      | Tysklands flygvapen  | Oberstabsfeldwebel         |                |